# 栃木県道・茨城県道12号那須烏山御前山線
栃木県道・茨城県道12号那須烏山御前山線（とちぎけんどう・いばらきけんどう12ごう なすからすやまごぜんやません）は、栃木県那須烏山市から茨城県常陸大宮市までを結ぶ県道（主要地方道）である。

## 概要
栃木県那須烏山市の烏山地区から那珂川にかかる烏山大橋を渡り水戸方面（東の方角）へ向かい、茨城県常陸大宮市の緒川地区を経て同市御前山地区に至る総延長約27キロメートル (km) の幹線道路。中間地点あたりの常陸大宮市内の一部区間（約3.8 km）は、国道293号と重複する。路線名の由来である起点・終点の自治体は、平成の大合併以前の旧自治体である烏山町と御前山村であり、それぞれ那須烏山市と常陸大宮市にとって代わったが、路線名称の「御前山」は路線認定当時から変更されることなく引き継がれている。

### 路線データ
- 起点：栃木県那須烏山市旭1丁目（旭交差点＝国道294号交点）
- 終点：茨城県常陸大宮市野口（野口交差点＝国道123号・茨城県道21号常陸大宮御前山線交点）
- 総延長：27.639 km（栃木県区間：8.520 km、茨城県区間：19.119 km[1]）
- 重用延長：*.* km（栃木県区間：*.* km、茨城県区間：4.009 km[1]）
- 未供用延長：なし（栃木県区間：*.* km、茨城県区間：0.0 km[1]）
- 実延長：23.660 km（栃木県区間：8.520 km、茨城県区間：15.110 km[1]）
- 自動車交通不能区間延長[注釈 1]：なし（栃木県区間 *.* km、茨城県区間：0.0 km[1]）
- 認定：1972年（昭和47年）3月1日

## 歴史
1972年（昭和47年）3月1日、前身にあたる県道（主要地方道）水戸烏山線（整理番号6）が路線廃止され、新たに栃木県那須郡烏山町（現：那須烏山市）を起点とし、茨城県東茨城郡御前山村（現：常陸大宮市）の終点まで至る区間について、茨城県が烏山御前山線として県道路線認定した。
1995年（平成7年）に、整理番号変更により現在の整理番号12となり、「平成の大合併」以降、2008年（平成20年）には自治体名称の変更に合わせて現在の路線名称である那須烏山御前山線に変更され現在に至る。

### 年表
- 1972年（昭和47年）3月1日
  - 茨城県道烏山御前山線（からすやまごぜんやません、整理番号6）として認定[2]。
  - 茨城県区間の那珂郡緒川村大字大岩字程久保 - 東茨城郡御前山村大字野口（延長19.087 km）を道路区域に決定、供用開始[3]。
  - 前身路線である水戸烏山線（水戸市 - 那須郡烏山町、整理番号6）を廃止[4][注釈 2]。
- 1974年（昭和49年）2月5日：栃木県道として認定。
- 1973年（昭和48年）5月1日：那珂郡緒川村大字上小瀬地内の国道293号重用区間（明峰中学校前 - 緒川総合支所前交差点間、最小幅員3.0 m）の道路改良バイパス（630 m）を供用開始[5]。
- 1975年（昭和50年）6月9日：那珂郡緒川村大字上小瀬の集落内の狭隘路（幅員4.0 m）を拡幅改良供用開始[6]。
- 1977年（昭和52年）3月14日：東茨城郡御前山村大字野口地内の終点の付替えバイパス道路を供用開始[7]。
- 1978年（昭和53年）12月25日：那珂郡緒川村大字上小瀬（緒川総合支所北交差点 - ）の国道293号重複区間に道路改良バイパス路（2.04 km）を新設する道路区域指定[8][9]。
- 1986年（昭和61年）6月12日：那珂郡緒川村大字那賀 - 大字門井の道路改良バイパス（435 m）を供用開始[10]。
- 1991年（平成3年）5月17日：那珂郡緒川村大字上小瀬地内（おがわ幼稚園前 - 梅曽根）のバイパス道路（約1.4 km）が開通する[11]。
- 1992年（平成4年）2月20日：緒川村大字上小瀬（おがわ幼稚園前） - 大字下小瀬の旧道（1.903 km）が指定解除により村道に降格[12]。
- 1993年（平成5年）5月11日 - 建設省から、県道烏山御前山線が烏山御前山線として主要地方道に指定される[13]。
- 1995年（平成7年）3月30日：茨城県区間の整理番号が整理番号6から現在の番号（整理番号12）に変更される[14]。
- 2008年（平成20年）4月1日：現在の路線名称である那須烏山御前山線へ改称[15]。

## 路線状況
道路法の規定に基づき、以下の区間は緊急輸送道路として機能を維持するため、災害発生時の被害拡大防止を目的に道路用地内に新たに電柱を建てることが制限されている。
- 茨城県内の常陸大宮市大岩（栃木県界） - 同市小舟（公園入口交差点）[16]
- 常陸大宮市野口（常陸大宮市道交差） - 同市野口（県道常陸大宮御前山線交差：野口交差点）[17]

### 重複区間
- 栃木県道27号那須黒羽茂木線（那須烏山市旭・起点 - 那須烏山市上境・上境交差点）
- 栃木県道274号牧野大沢線（那須烏山市大木須 地内）
- 国道293号（常陸大宮市小舟 やすらぎの里公園入口交差点 - 常陸大宮市上小瀬 上小瀬交差点）

### 道路施設
- 烏山大橋（那須烏山市、那珂川）
- 大木須ロードパーク（那須烏山市大木須）
- 関根橋（常陸大宮市上小瀬）

## 地理
地域は、栃木県と茨城県の県境にまたがる八溝山地（鷲子山塊）のなかにある。

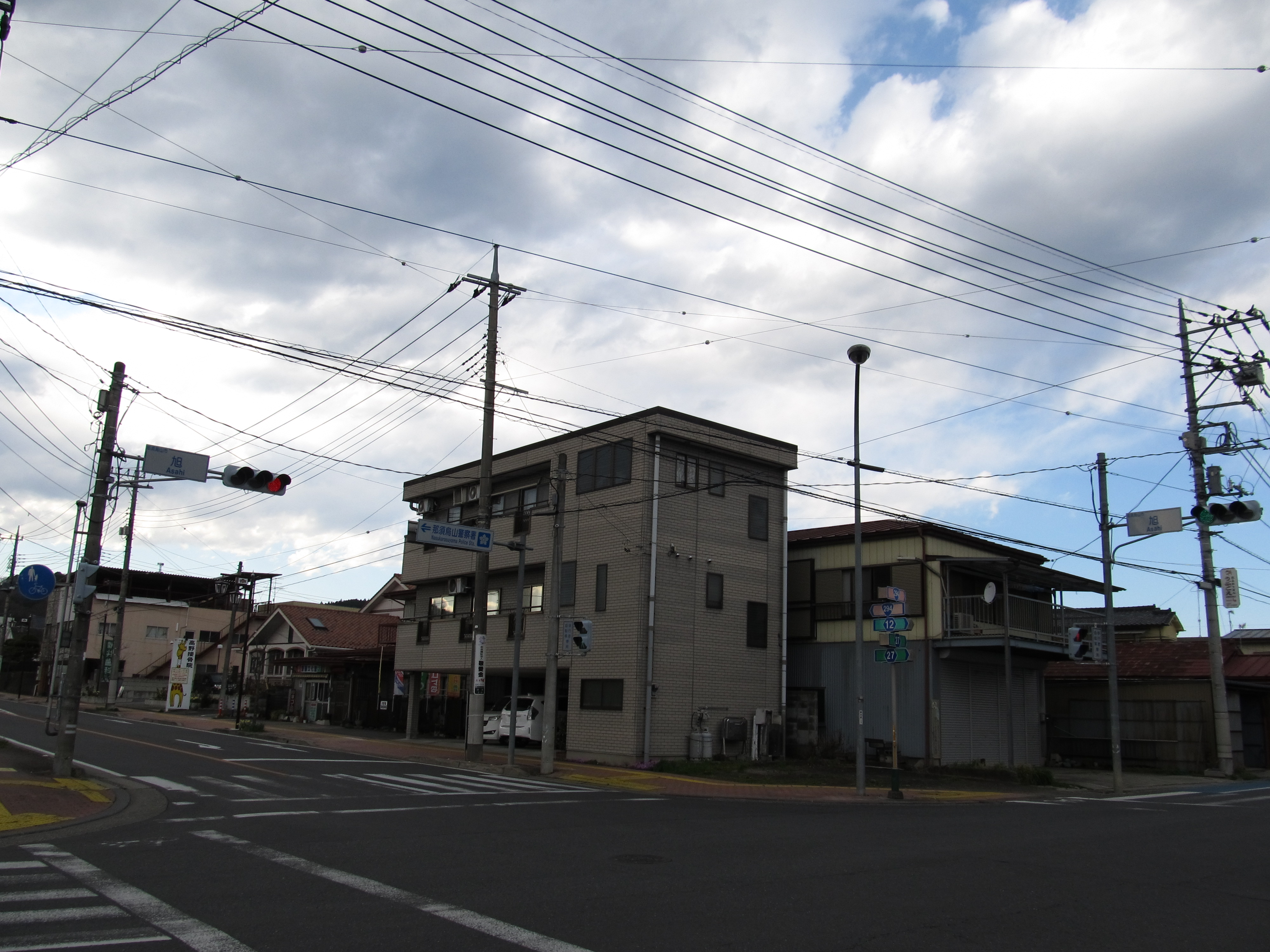
起点・旭交差点（栃木県那須烏山市、国道294号との交点）

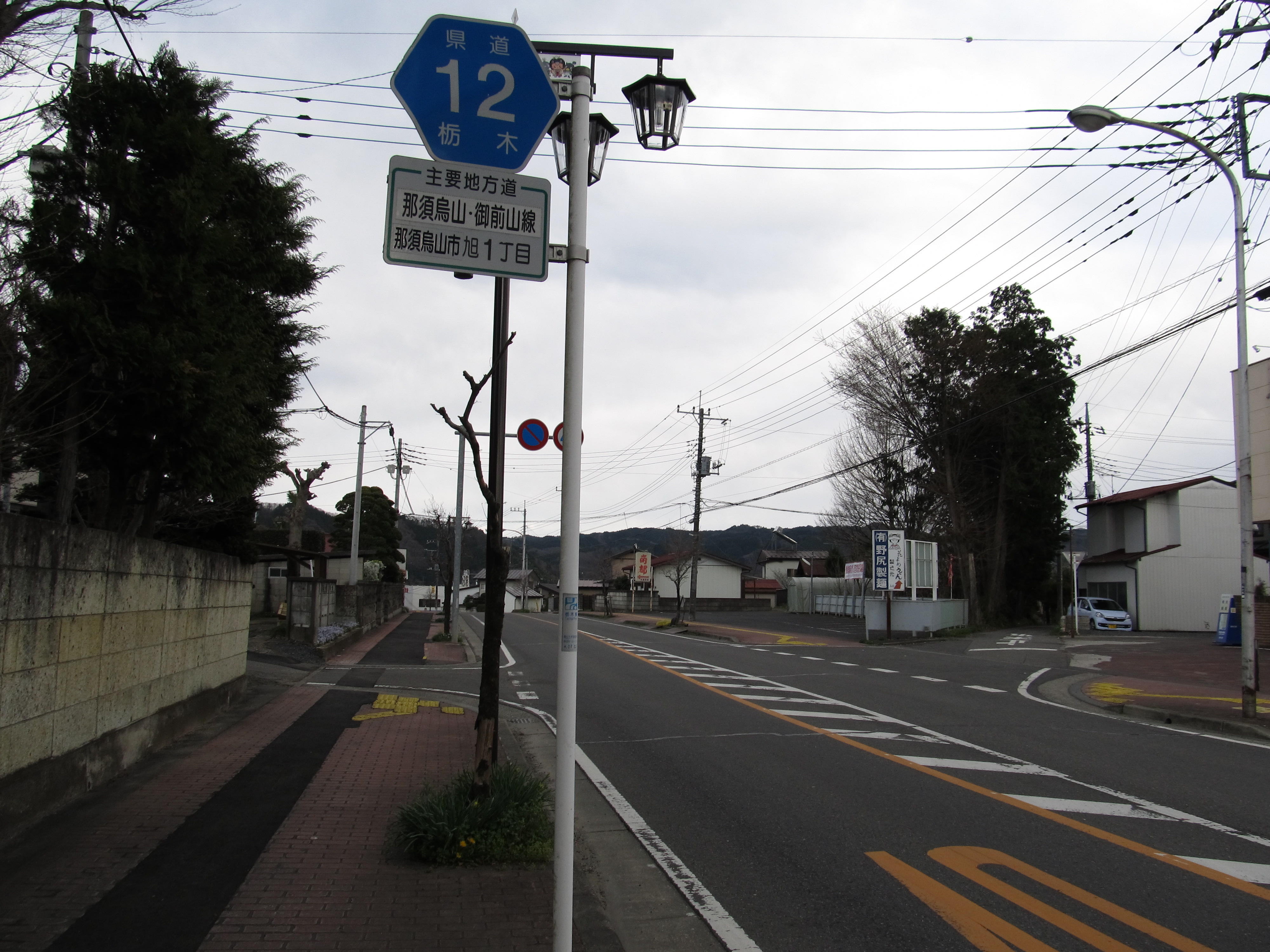
起点（那須烏山市旭交差点）から東方向（烏山大橋方面）を見る

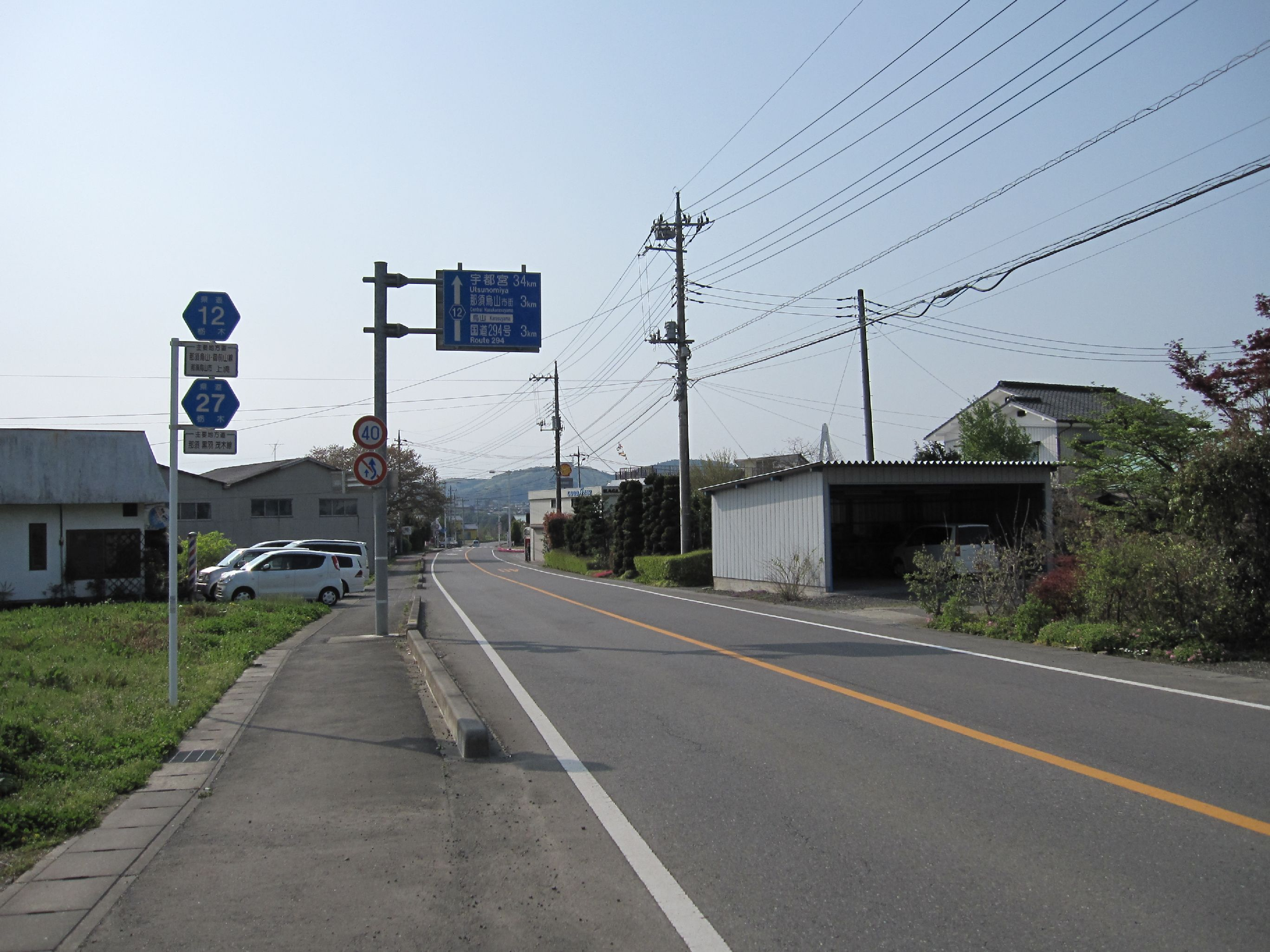
那須烏山市上境付近

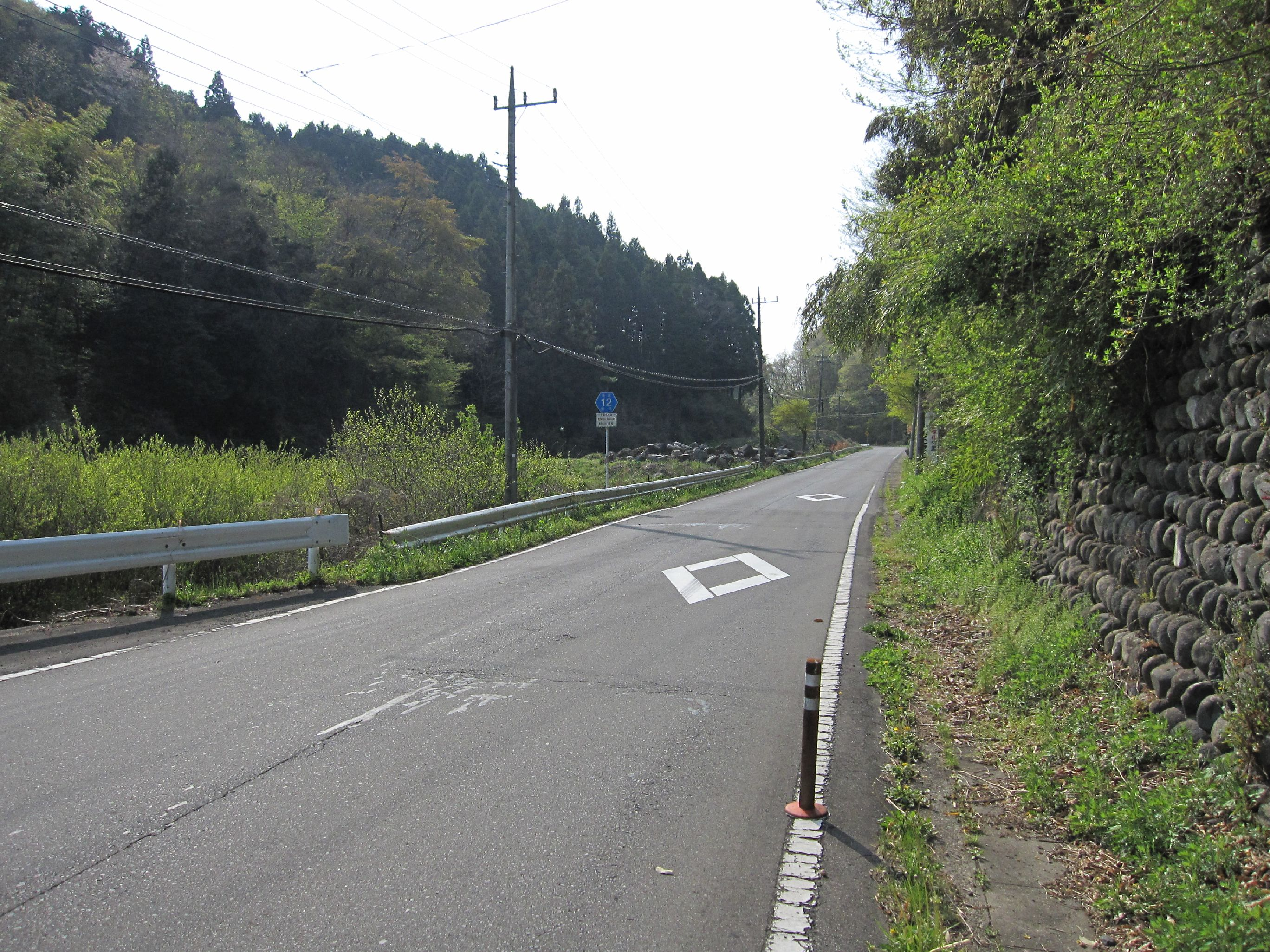
那須烏山市横枕付近

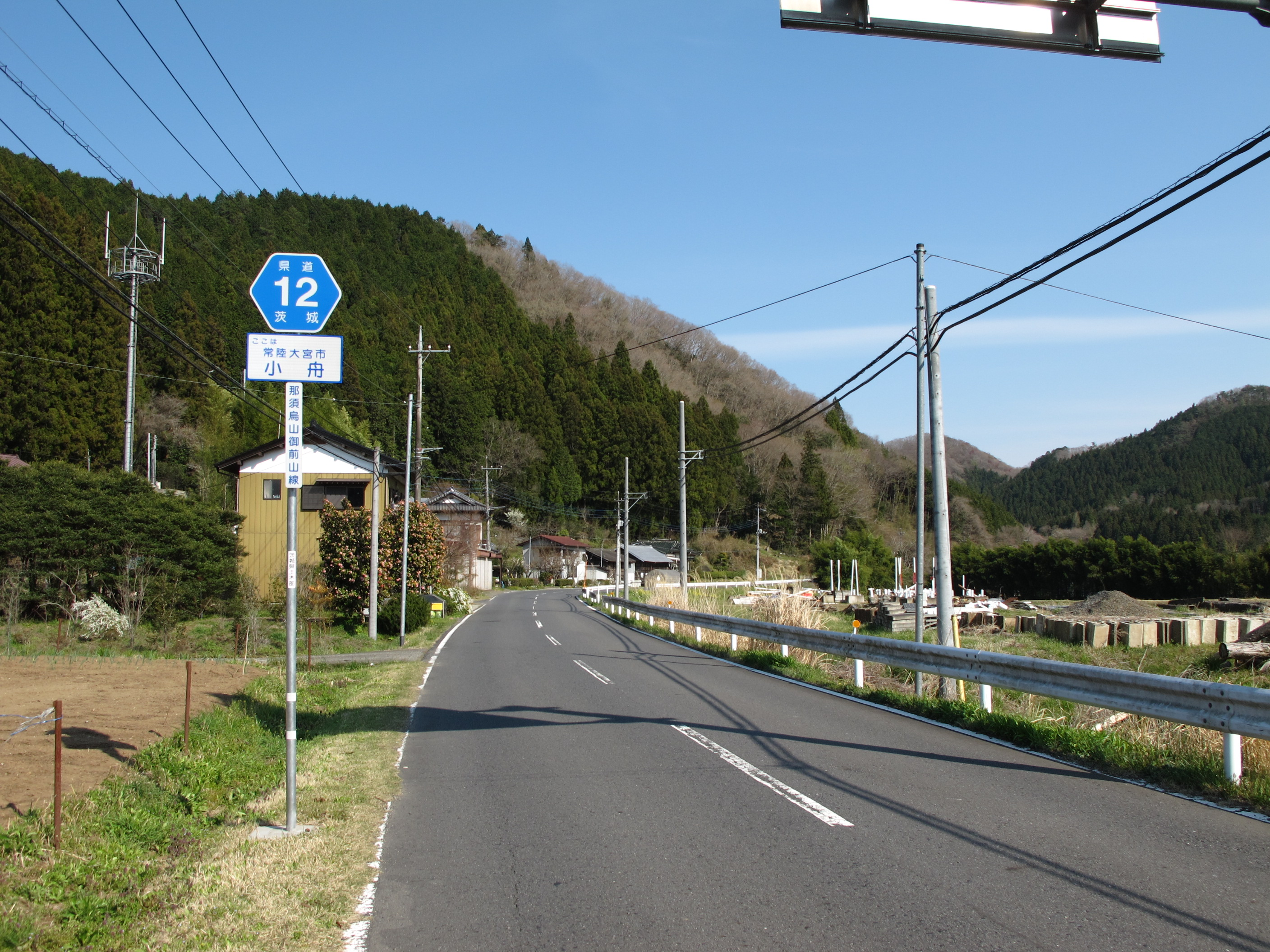
茨城県道12号那須烏山御前山線
常陸大宮市小舟（2014年4月）

### 通過する自治体
- 栃木県
  - 那須烏山市
- 茨城県
  - 常陸大宮市

### 交差する道路
- 国道294号・栃木県道102号烏山停車場線（旭交差点・起点、栃木県道27号那須黒羽茂木線起点）
- 栃木県道29号常陸太田那須烏山線（那須烏山市旭2丁目）
- 栃木県道27号那須黒羽茂木線（那須烏山市上境・上境交差点）
- 栃木県道171号山内上境線（那須烏山市上境）
- 栃木県道274号牧野大沢線（那須烏山市大木須）
- 栃木県道274号牧野大沢線（那須烏山市大木須）
- 茨城県道39号笠間緒川線（常陸大宮市小舟）
- 国道293号（常陸大宮市小舟）
- 茨城県道287号山内上小瀬線（常陸大宮市上小瀬）
- 茨城県道163号下檜沢上小瀬線（常陸大宮市上小瀬）
- 国道293号（常陸大宮市上小瀬・上小瀬宿交差点）
- 茨城県道161号門井山方線（常陸大宮市門井）
- 国道123号・茨城県道21号常陸大宮御前山線（終点）

### 沿線にある施設など
- 常陸大宮市 やすらぎの里公園
- サニーフィールドゴルフ倶楽部（常陸大宮市野口）
- 道の駅かつら（終点から国道123号で那珂川大橋を渡るとすぐ）